# Hungarian Triathlon Union

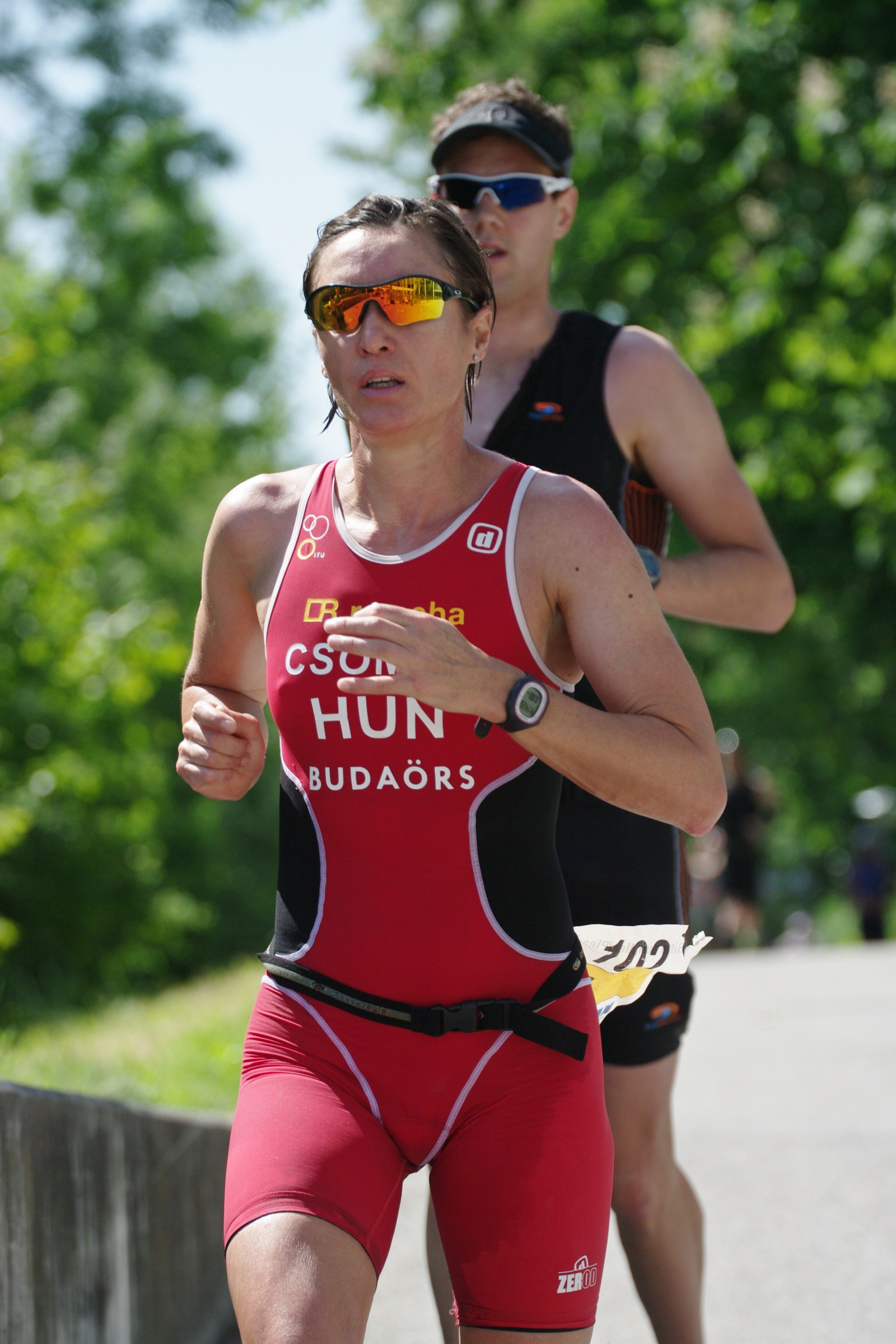
Die mehrfache ungarische Meisterin Erika Csomor beim Ironman 70.3 Austria, 2012

Hungarian Triathlon Union (ungarisch Magyar Triatlon Szövetség) ist der ungarische Triathlon-Verband.

## Organisation
Nachdem der moderne Triathlon Mitte der 1970er Jahre in den USA neu erfunden wurde, fand der Sport seinen Weg Anfang der 1980er Jahre auch nach Europa. So fanden 1981 in den Niederlanden erste offizielle Wettbewerbe auf dem Kontinent statt. 1984 gründete sich der europäische Triathlon-Dachverband European Triathlon Union (ETU).
Die Hungarian Triathlon Union wurde 1989 in Budapest gegründet, ist Mitglied des europäischen Triathlon-Dachverbandes ETU und des internationalen Triathlonverbandes International Triathlon Union (ITU).

2014 wurde Béla Bátorfi in Ungarn zum Präsidenten des ungarischen Triathlon-Verbandes gewählt. Er ist bekannt als der „Zahnarzt von Viktor Orbán“, trat 2014 die Nachfolge vom früheren Präsidenten Marcell Biró an und wurde 2016 wieder gewählt.

## Ungarische Meisterschaften
Die Hungarian Triathlon Union ist verantwortlich für die Austragung nationaler Meisterschaften in Ungarn:
- Triathlon: Sprint-, Kurz-, Mittel- und Langdistanz
- Duathlon: Sprint- und Kurzdistanz

### Triathlon

#### Sprintdistanz
Rennen über die Sprintdistanz gehen im Triathlon über 750 m Schwimmen, 20 km Radfahren und 5 km Laufen.
| Datum/Jahr    | Ort  | Ungarischer Meister Triathlon Sprintdistanz | Zweiter Platz   | Dritter Platz |
| ------------- | ---- | ------------------------------------------- | --------------- | ------------- |
| 2. Juli 2022  | Baja | Csongor Lehmann -2-                         | Márk Dévay      | Zsombor Dévay |
| 29. Juni 2019 | Baja | Csongor Lehmann                             | Bence Lehmann   | Levente Karai |
| 23. Juni 2018 | Baja | Bence Bicsák -2-                            | Csongor Lehmann | István Király |
| 25. Juni 2017 | Baja | Bence Bicsák                                | Csongor Lehmann | László Tarnai |
| 25. Juni 2016 | Baja | István Király                               | Márk Dévay      | Bence Bicsák  |
| 20. Juni 2015 | Baja | Gábor Faldum                                | Bence Bicsák    | Tamás Tóth    |

| Jahr | Ungarische Meisterin Triathlon Sprintdistanz | Zweiter Platz          | Dritter Platz     |
| ---- | -------------------------------------------- | ---------------------- | ----------------- |
| 2022 | Zsanett Bragmayer -5-                        | Helga Karolina Horváth | Nóra Romina Nádas |
| 2019 | Dorka Putnóczki                              | Tünde Bukovszki        | Anikó Botka       |
| 2018 | Zsanett Bragmayer -4-                        | Klaudia Sebők          | Fanni Soós        |
| 2017 | Zsanett Bragmayer -3-                        | Dorka Putnóczki        | Noémi Sárszegi    |
| 2016 | Zsanett Bragmayer -2-                        | Dorka Putnóczki        | Noémi Sárszegi    |
| 2015 | Zsanett Horvath                              | Zsófia Kovács          | Klaudia Sebők     |

#### Kurzdistanz
1,5 km Schwimmen, 40 km Radfahren und 10 km Laufen
| Datum/Jahr    | Ort            | Ungarischer Meister Triathlon Kurzdistanz | Zweiter Platz | Dritter Platz     |
| ------------- | -------------- | ----------------------------------------- | ------------- | ----------------- |
| 15. Juli 2023 | Tata           | Gergő Dobi                                | Tamás Tóth    | Tamás Wagner      |
| 16. Juli 2022 | Tata           | Gábor Faldum                              | Gergő Badar   | Levente Berekméri |
| 31. Aug. 2019 | Tata           | István Király -2-                         | Zoltán Petsuk | Levente Berekméri |
| 5. Juli 2014  | Balassagyarmat | Balázs Pocsai                             | Ákos Vanek    | Kristóf Anheuer   |
| 1. Juni 2013  | Balatonfured   | Tamás Tóth                                | Gábor Faldum  | Attila Fecskovics |

| Jahr | Ungarische Meisterin Triathlon Kurzdistanz | Zweiter Platz      | Dritter Platz        |
| ---- | ------------------------------------------ | ------------------ | -------------------- |
| 2023 | Gabriella Zelinka -3-                      | Judit Koronika     | Fruzsina Dóra Kovács |
| 2022 | Gabriella Zelinka -2-                      | Szofia Malatinszky | Erika Csomor         |
| 2019 | Gabriella Zelinka                          | Judit Koronika     | Anna Weinhardt       |
| 2014 | Eszter Pap                                 | Dóra Mester        | Renáta Fuchs         |
| 2013 | Erika Csomor                               | Zsuzsanna Szakály  | Zsófia Pécsek-Forró  |

#### Mitteldistanz
| Datum/Jahr    | Ort       | Ungarischer Meister Triathlon Mitteldistanz | Zweiter Platz  | Dritter Platz     |
| ------------- | --------- | ------------------------------------------- | -------------- | ----------------- |
| 10. Juni 2023 | Keszthely | Bence Lehmann                               | Zoltán Petsuk  | Tamás Wagner      |
| 15. Juni 2019 | Keszthely | Zoltán Petsuk                               | Gergő Badar    | Levente Berekméri |
| 2016          |           |                                             |                |                   |
| 2013          |           |                                             | Márton Flander |                   |
| 2009          |           |                                             |                |                   |

| Jahr | Ungarische Meisterin Triathlon Mitteldistanz | Zweiter Platz         | Dritter Platz   |
| ---- | -------------------------------------------- | --------------------- | --------------- |
| 2023 | Judit Koronika                               | Erika Csomor          | Viktória Koczka |
| 2019 | Gabriella Zelinka                            | Anna Eberhardt-Halász | Anna Weinhardt  |
| 2016 | Annamária Halász -2-                         |                       |                 |
| 2013 |                                              |                       |                 |
| 2009 | Annamária Halász                             |                       |                 |

#### Langdistanz
3,8 km Schwimmen, 180 km Radfahren und 42,2 km Laufen
| Datum/Jahr    | Ort      | Ungarischer Meister Triathlon Langdistanz | Zweiter Platz  | Dritter Platz  |
| ------------- | -------- | ----------------------------------------- | -------------- | -------------- |
| 10. Aug. 2019 | Nagyatád | József Major -6-                          | Zoltán Petsuk  | Márton Flander |
| 28. Juli 2018 | Nagyatád | Zoltán Petsuk                             | Márton Flander | Péter Szilágyi |
| 30. Juli 2017 | Nagyatád | Márton Flander -4-                        | József Major   | Zoltán Petsuk  |
| 30. Juli 2016 | Nagyatád | Márton Flander -3-                        | József Major   | Zoltán Petsuk  |
| 25. Juli 2015 |          | Márton Flander -2-                        | Zoltán Petsuk  | Miklós Vatai   |
| 26. Juli 2014 | Nagyatád | Márton Flander                            | Attila Szabó   | Márton Cseik   |
| 27. Juli 2013 | Nagyatád | Attila Szabó                              | Miklós Vatai   | Gergő Molnár   |
| 1. Aug. 2011  | Nagyatád | József Major -5-                          | Gyula Kis      | Miklós Vatai   |
| 2010          |          |                                           |                | Márton Flander |
| 2008          |          | József Major -4-                          |                |                |
| 2007          |          | József Major -3-                          |                |                |
| 2006          |          | József Major -2-                          |                |                |
| 2005          |          | József Major                              |                |                |

| Jahr | Ungarische Meisterin Triathlon Langdistanz | Zweiter Platz      | Dritter Platz     |
| ---- | ------------------------------------------ | ------------------ | ----------------- |
| 2019 | Gabriella Zelinka -3-                      | Diána Szentpéteri  | Tímea Horváth     |
| 2018 | Diána Szentpéteri                          | Reka Melypataki    | Adrienn Hajnal    |
| 2017 | Adrienn Hajnal -2-                         | Tímea Hubai        | Diána Szentpéteri |
| 2016 | Adrienn Hajnal                             | Lilla Horváth      | Tímea Hubai       |
| 2015 | Erika Csomor                               | Erika Farkas       | Ágnes Juhász      |
| 2014 | Gabriella Zelinka -2-                      | Adrienn Krasznai   | Ágnes Juhász      |
| 2013 | Gabriella Zelinka                          | Réka Brassay       | Adrienn Krasznai  |
| 2011 | Annamária Halász                           | Zsuzsanna Harsányi | Erzsébet Prokopp  |
| 2010 |                                            |                    |                   |
| 2008 |                                            |                    |                   |
| 2007 |                                            |                    |                   |
| 2006 |                                            |                    |                   |
| 2005 |                                            |                    |                   |

### Duathlon

#### Sprintdistanz
10 km Laufen, 40 km Radfahren und 5 km Laufen
| Datum/Jahr    | Ort           | Ungarischer Meister Duathlon Sprintdistanz | Zweiter Platz | Dritter Platz   |
| ------------- | ------------- | ------------------------------------------ | ------------- | --------------- |
| 23. Apr. 2022 | Balatonboglár | Bence Bicsák -2-                           | Márk Dévay    | Zsombor Dévay   |
| 27. Apr. 2019 | Balatonboglár | István Király                              | Levente Karai | Zsombor Dévay   |
| 5. Mai 2018   | Balatonboglár | Márk Dévay                                 | Zsombor Dévay | Zoltán Petsuk   |
| 22. Apr. 2017 | Balatonboglár | Bence Bicsák                               | Bence Lehmann | Csongor Lehmann |
| 30. Apr. 2016 | Kaszo         | László Tarnai -2-                          | Dávid Ruzsás  | Márk Dévay      |
| 26. Apr. 2015 |               | László Tarnai                              | István Király | Bence Bicsák    |

| Jahr | Ungarische Meisterin Duathlon Sprintdistanz | Zweiter Platz     | Dritter Platz     |
| ---- | ------------------------------------------- | ----------------- | ----------------- |
| 2022 | Noémi Sárszegi                              | Tünde Bukovszki   | Gabriella Zelinka |
| 2019 | Zsanett Bragmayer -2-                       | Gabriella Zelinka | Noémi Sárszegi    |
| 2018 | Zsanett Bragmayer                           | Gitta Arany       | Noémi Sárszegi    |
| 2017 | Erika Csomor -3-                            | Noémi Sárszegi    | Flóra Bicsák      |
| 2016 | Erika Csomor -2-                            | Klaudia Sebők     | Dorottya Petrov   |
| 2015 | Erika Csomor                                | Zsanett Horvath   | Flóra Bicsák      |

#### Kurzdistanz
| Datum/Jahr    | Ort          | Ungarischer Meister Duathlon Kurzdistanz | Zweiter Platz  | Dritter Platz |
| ------------- | ------------ | ---------------------------------------- | -------------- | ------------- |
| 12. Apr. 2014 | Káptalantóti | Zoltán Petsuk                            | Attila Szabó   | Márton Cseik  |
| 5. Mai 2013   | Káptalantóti | Gergő Molnár                             | András Czigány | Zoltán Bozsó  |
| 17. Apr. 2011 | Orfű         | Imre Csortos                             | Gyula Kis      | Peter Ács     |
| 1992          |              | Péter Kropkó                             | Tibor Lehmann  | Zsolt Zsódér  |

| Jahr | Ungarische Meisterin Duathlon Kurzdistanz | Zweiter Platz       | Dritter Platz       |
| ---- | ----------------------------------------- | ------------------- | ------------------- |
| 2014 | Gabriella Zelinka                         | Henrietta Hargitai  | Gabriella Gelencsér |
| 2013 | Réka Brassay                              | Gabriella Zelinka   | Zsófia Pécsek-Forró |
| 2011 | Zsófia Forró                              | Zsuzsanna Harsányi  | Renata Varga        |
| 1992 | Judit Baranyai                            | Györgyi Straubinger | Adél Molnár         |

## Olympische Spiele
Der Verband nominiert seit dem Jahr 2000 die für Ungarn im Triathlon startenden Teilnehmer bei den Olympischen Sommerspielen. Die folgenden Ergebnisse konnte Ungarn bisher bei den Olympischen Spielen erzielen:
| Jahr                                  | Ungarische Triathleten | Ungarische Triathletinnen |
| ------------------------------------- | ---------------------- | ------------------------- |
| Olympische Spiele 2016 Rio de Janeiro | Gábor Faldum (20.)     | Zsófia Kovács (24.)       |
| Olympische Spiele 2016 Rio de Janeiro | Tamás Tóth (33.)       | Margit Vanek (45.)        |
| Olympische Spiele 2012 London         |                        | Zsófia Kovács (51.)       |
| Olympische Spiele 2008 Peking         | Csaba Kuttor (47.)     | Zita Szabó (38.)          |
| Olympische Spiele 2004 Athen          | Csaba Kuttor (DNS)     | Erika Molnár (38.)        |
| Olympische Spiele 2000 Sydney         | Csaba Kuttor (30.)     | Nóra Edöcsény-Hóbor (19.) |
| Olympische Spiele 2000 Sydney         | Anikó Góg (39.)        |                           |
| Olympische Spiele 2000 Sydney         | Erika Molnár (23.)     |                           |